# Golfclub Kleiburg
Golfclub Kleiburg is een Nederlandse golfclub buiten Brielle, op het eiland Voorne in de provincie Zuid-Holland.

## 1974
De golfclub is opgericht in 1974 en speelt op de openbare golfbaan Kleiburg aan de noordoever van de Brielse Maas. Zoals de meeste banen uit die periode is de baan niet erg lang. In 1998 is de baan geprivatiseerd.

## PGA Kampioenschap
Op Kleiburg is vijf jaar lang het PGA Kampioenschap gespeeld. In 2007 wordt de laatste editie gewonnen door Ralph Miller.